# Tehlor Kay Mejia
Tehlor Kay Mejia ist eine US-amerikanische Schriftstellerin.
Mejia ist bekannt für Fantasy-Jugendliteratur, die sowohl ihre mexikanisch-amerikanische als auch ihre queere Identität widerspiegelt. 2019 erschien Mejias erster Jugendroman We Set the Dark on Fire. Die Fortsetzung We Unleash the Merciless Storm erschien 2020. Ihr Debütroman sowie das gemeinsam mit Anna-Marie McLemore veröffentlichte Buch Miss Meteor wurden mit ihrer Aufnahme in die Rainbow List der American Library Association für Verdienste um queere Themen in der Kinder- und Jugendliteratur gewürdigt.
2020 veröffentlichte Mejia einen Beitrag zu dem Sammelband All Out, der historische Geschichten mit queeren Hauptfiguren versammelt. Ihre Kurzgeschichte Healing Rosa spielt in Luna County im Bundesstaat New Mexico im Jahr 1933. 
Mejias erster Roman für eine jüngere Altersgruppe erschien unter dem Titel Paola Santiago and the River of Tears in dem von Rick Riordan kuratierten Verlags-Imprint Rick Riordan Presents. Der Fantasy-Roman verarbeitet die Legende um die Sagengestalt La Llorona. Die Fortsetzung Paola Santiago and the Forest of Nightmares erschien 2021. Der dritte Band, ’’Paola Santiago and the Sanctuary of Shadows’’ ist für August 2022 angekündigt. Eine Verfilmung der Trilogie als Fernsehserie, produziert von Eva Longoria, ist bei Disney+ in Entwicklung.
2023 erschien Mejias Jugend-Fantasyroman Lucha of the Night Forest. Sammy Espinoza’s Last Review ist ihr erster Roman für ein erwachsenes Publikum.
Mejia lebt mit ihrer Familie in Oregon.

## Werke
Romane
- We Set the Dark on Fire (2019), ISBN 978-0-0626-9131-6
- We Unleash the Merciless Storm (2020), ISBN 978-0-0626-9134-7
- gemeinsam mit Anna-Marie McLemore: Miss Meteor (2020), ISBN 978-0-0628-6991-3
- Paola Santiago and the River of Tears (2020), ISBN 978-1-3680-4917-7
- Paola Santiago and the Forest of Nightmares (2021), ISBN 978-1-3680-4934-4
- Paola Santiago and the Sanctuary of Shadows (2022), ISBN 978-1-3680-7687-6
- Lucha of the Night Forest (2023), ISBN 978-0-5933-7836-6
- Sammy Espinoza’s Last Review (2023), ISBN 978-0-5935-9877-1

Beiträge in Anthologien
- Starsong. In: Tess Sharpe, Jessica Spotswood (Hrsg.): Toil & Trouble. 15 Tales of Women & Witchcraft (2018), ISBN 978-1-3354-2437-2
- Healing Rosa. In: Saundra Mitchell (Hrsg.): All Out. The No-Longer-Secret Stories of Queer Teens throughout the Ages (2020), ISBN 978-1-3351-4681-6
- Bruto and the Freaky Flower. In: Rick Riordan (Hrsg.): The Cursed Carnival and Other Calamities. New Stories About Mythic Heroes (2021), ISBN 978-1-3680-7083-6

## Weblink
- Offizielle Internetpräsenz